# 鳥羽屋里長
鳥羽屋 里長（とばや りちょう）は、長唄豊後節三味線方の名跡。ただし、当代は唄方である。

## 初代
（元文32年（1738年） - 寛政6年9月5日（1794年9月28日）、あるいは寛政7年（1795年））
上総（現在の千葉県）生まれ、盲人。1754年に初代鳥羽屋三右衛門の門下になり里都（さとのいち）の名で三味線を教わる。1781年に里長と改名し、富本節の三味線を務めた。1784年に常磐津節に移る。同年「積恋雪関扉」を作曲。1794年以降の消息不明。
主な作曲に「積恋雪関扉」「戻駕」「双面」等がある。

## 2代目
（生没年不詳）盲人。
初代里長の門弟で里桂。1784年に初代が常磐津節に移った際にそのまま残り故沢の姓で立三味線となる。1795年11月に故澤里慶、故澤里桂、1796年8月に後の鳥羽屋姓に戻り1797年冬に2代目里長を襲名。1820年以降の消息不明。

## 3代目
（生没年不詳）
常磐津三味線方初代岸澤八五郎の門弟古市で1826年に2代目八五郎。1839年に佐々木八五郎、さらに1846年に富本節に移り3代目里長を襲名。1851年以降の番付類に見られず消息不明、最後は引退、病死したという。

## 4代目
後の4代目清元斎兵衛。

## 5代目
（明治16年（1883年） - 昭和19年（1944年）5月14日）本名は榎本欽太郎。
東京の生まれ、弟には7代目富本豊前太夫。前名不明。一時、六字南無右衛門を名乗るが後に鳥羽屋三十郎を名乗った。

## 6代目
（明治44年（1911年）3月25日 - 没年不詳）
5代目の妻。

## 7代目
（昭和11年（1936年）2月4日 - ）本名は川原壽夫。長唄協会会長、歌舞伎音楽専従者協議会理事長。唄方。
東京人形町の生まれ、父は二代目芳村五郎治、母は杵屋榮和香、幼少から父や杵屋榮二、山田抄太郎等に師事し、1955年に2代目芳村伊千十郎を襲名。1958年に慶應義塾大学経済学部卒業。1974年6月に7代目里長を襲名。人間国宝。大薩摩を演奏する時は大薩摩文清太夫林雀を名乗っている。実子は3代目鳥羽屋三右衛門（2013年（平成25年）9月、新橋演舞場にて襲名）。
作曲には「ほととぎす」がある。
主な受賞に1979年に芸術祭賞優秀賞、2006年に旭日小綬章、2017年に日本芸術院賞、2022年文化功労者。